# Municipio de Center (condado de Dickinson)
El municipio de Center (en inglés: Center Township) es un municipio ubicado en el condado de Dickinson en el estado estadounidense de Kansas. En el año 2010 tenía una población de 1218 habitantes y una densidad poblacional de 13,01 personas por km².

## Geografía
El municipio de Center se encuentra ubicado en las coordenadas 38°54′55″N 97°4′59″O / 38.91528, -97.08306. Según la Oficina del Censo de los Estados Unidos, el municipio tiene una superficie total de 93.6 km², de la cual 92.07 km² corresponden a tierra firme y (1.64%) 1.54 km² es agua.

## Demografía
Según el censo de 2010, había 1218 personas residiendo en el municipio de Center. La densidad de población era de 13,01 hab./km². De los 1218 habitantes, el municipio de Center estaba compuesto por el 94.17% blancos, el 0.82% eran afroamericanos, el 0.41% eran amerindios, el 0.33% eran asiáticos, el 0.08% eran isleños del Pacífico, el 1.23% eran de otras razas y el 2.96% pertenecían a dos o más razas. Del total de la población el 3.61% eran hispanos o latinos de cualquier raza.